# Impermeabilità

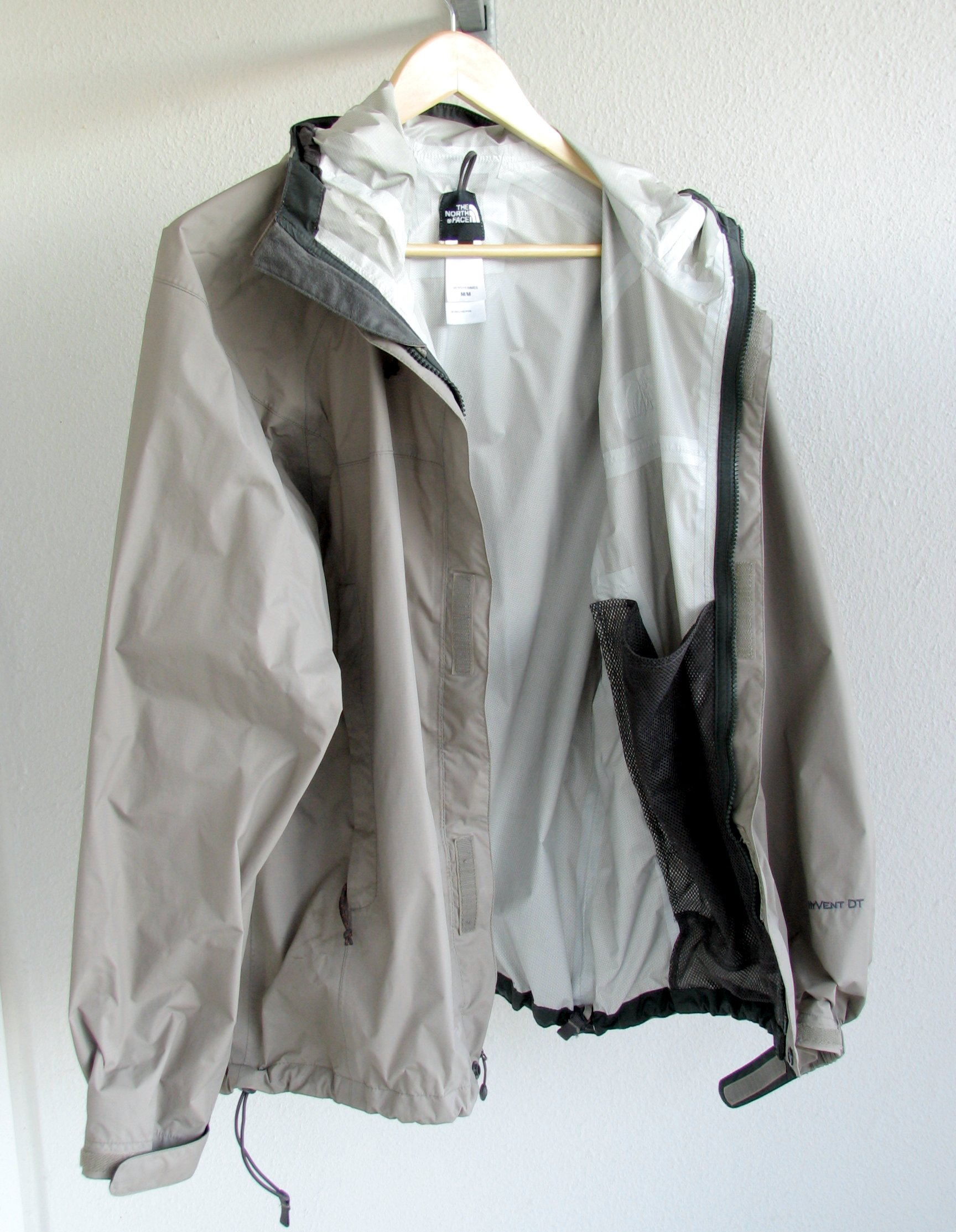
Un indumento fabbricato con materiali ad elevata traspirabilità e impermeabilità.

Genericamente l'impermeabilità è la proprietà di un materiale di non essere permeabile ad un fluido. 
In ingegneria dei materiali con questo termine si fa riferimento a tessuti o rivestimenti capaci di impedire il passaggio dell'acqua.
In pedologia il termine si riferisce a suoli compattati eccessivamente che causano degradazione del substrato.

## Caratteristiche
L'impermeabilità all'acqua può essere ottenuta mediante:
- trattamento con sostanze idrorepellenti
- utilizzo di filati in materiale idrofobo
- utilizzo di impregnanti in grado di sigillare i pori del materiale
- utilizzo di un materiale privo di porosità

Un tipico esempio di tessuto impermeabile all'acqua ma traspirante è il Gore-tex. Un esempio invece di tessuto impermeabile in senso stretto e quindi non traspirante è la tela cerata.
Nel caso di tessuti utilizzati nell'ambito dell'abbigliamento, spesso si richiede che i materiali siano impermeabili e traspiranti allo stesso tempo.